# Мелизаллее, 7

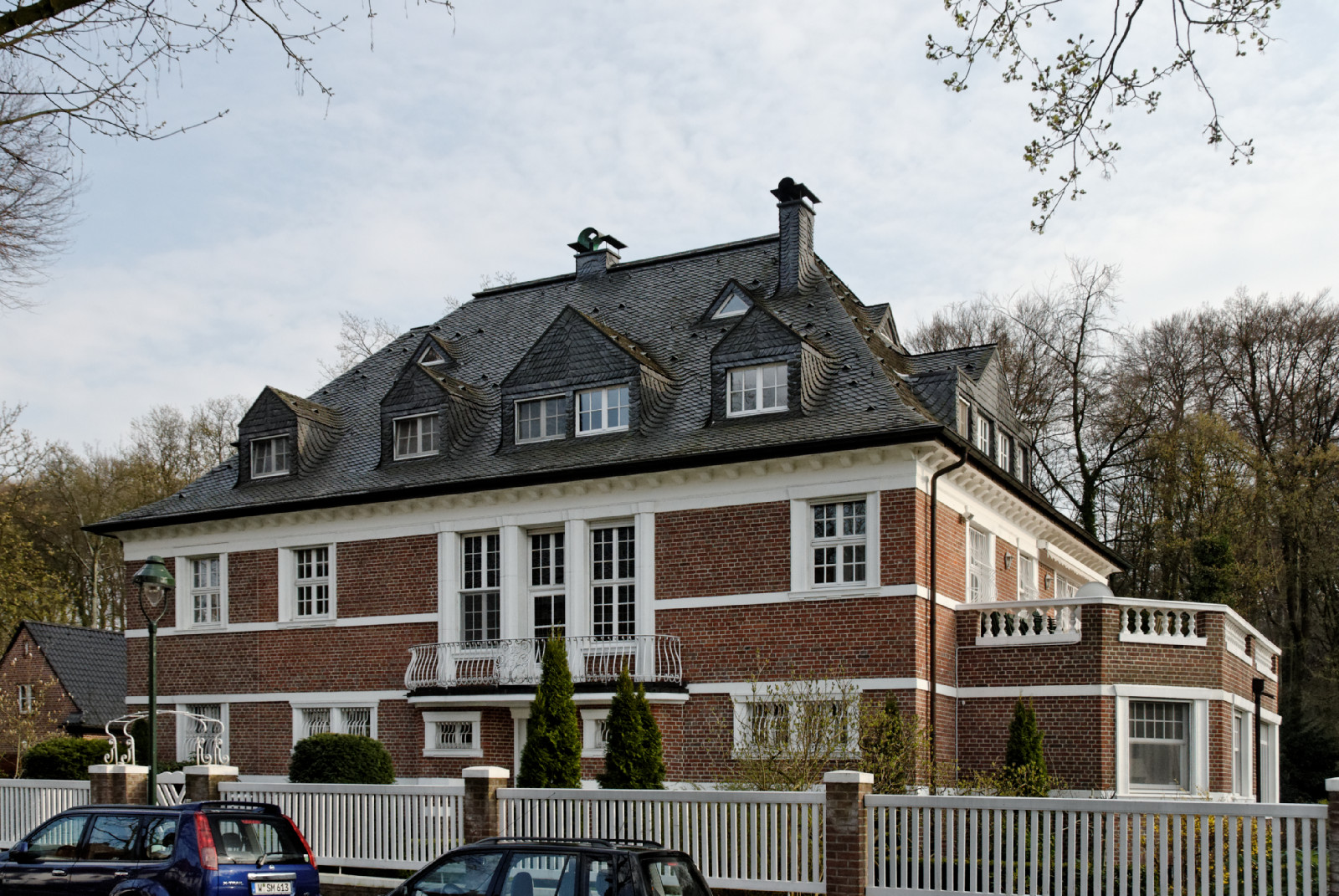
Вилла на Мелизаллее, 7

Мелизаллее, 7  — вилла, находящаяся по адресу Мелизаллее, 7 в Бенрате, Дюссельдорф, Германия. Построена по проекту архитектора Вилли Крюгера в 1922 году. 
Стилистически здание представляет собой типичный пример «консервативного модерна», широко распространённого в те годы при строительстве подобных зданий в Дюссельдорфе и его окрестностях. Эталонным примером для здания на Мелизаллее, 7 служит типичная английская дача того времени. Подобные виллы строил также Теодор Меррилль в Кёльне. Вилла на Мелизаллее, 7 является памятником архитектуры и с 27 сентября 1982 года охраняется законом.
Располагается на границе парка Бенрат и, как и другие здания на Мелизалее, привлекает к себе постоянное внимание многочисленных туристов и экскурсантов. В настоящее время находится в частном пользовании.

## Ещё по теме
- Памятники архитектуры Бенрата